# V638 Андромеды
V638 Андромеды (лат. V638 Andromedae) — двойная затменная переменная звезда типа W Большой Медведицы (EW) в созвездии Андромеды на расстоянии приблизительно 930 световых лет (около 285 парсеков) от Солнца. Видимая звёздная величина звезды — от +11,92m до +11,52m. Орбитальный период — около 0,3327 суток (7,985 часов).

## Характеристики
Первый компонент — жёлтый карлик спектрального класса G. Масса — около 1,058 солнечной, радиус — около 1,209 солнечного, светимость — около 1,715 солнечной. Эффективная температура — около 5400 K.
Второй компонент — жёлтый карлик спектрального класса G.

## Планетная система
В 2018 году учёными, анализирующими данные проекта TESS, у звезды обнаружена планета.